# Koty (powiat działdowski)
Koty – wieś w Polsce położona w województwie warmińsko-mazurskim, w powiecie działdowskim, w gminie Lidzbark. Do roku 1932 wieś należała do powiatu brodnickiego, następnie znalazła się w powiecie działdowskim.
W latach 1975–1998 miejscowość administracyjnie należała do województwa ciechanowskiego.